# 埼玉県立戸田翔陽高等学校
埼玉県立戸田翔陽高等学校（さいたまけんりつとだしょうようこうとうがっこう）は埼玉県戸田市新曽にある男女共学の高等学校。

## 設置学科
- 総合学科
  - 福祉系列
  - ビジネス系列
  - 国際教養系列
  - 自然科学系列

## 沿革
- 1963年（昭和38年） - 開校準備室を、戸田町役場内に設置。
- 1964年（昭和39年） - 前身の埼玉県立戸田高等学校開校。（戸田町立東中学校の仮校舎）
- 1965年（昭和40年） - 現在地に校舎落成。
- 2005年（平成17年） - 埼玉県立戸田高等学校全日制、埼玉県立浦和商業高等学校定時制、埼玉県立与野高等学校定時制、埼玉県立蕨高等学校定時制の合併に伴い、三部制・総合学科・単位制・2学期制の学校として埼玉県立戸田翔陽高等学校に改称

## 部活動
- 運動部
剣道、フットサル、テニス、卓球、バドミントン、バスケットボール、バレーボール、軟式野球、陸上、柔道
- 文化部
漫画アニメ、和太鼓、演劇、茶道、料理、美術、放送、被服、軽音楽、写真
- 同好会
奉仕活動

## 著名な卒業生
- 菅原リサ （元体操選手）
- 結城信輝（アニメーター）

## 交通
- 東日本旅客鉄道（JR東日本）埼京線戸田駅西口より徒歩約5分

## 近隣・周辺
- 戸田市スポーツセンター
- 戸田市立図書館
- 戸田市立郷土博物館
- 戸田市立新曽中学校
- 戸田市立新曽北小学校